# Бористен (журнал)
«Бористен (Борисфен)» — незалежний і недержавний український літературно-мистецький, публіцистичний і науково-популярний щомісячник, який висвітлює наукові, культурні, соціальні, історичні події. Видавцем і засновником часопису є Дніпровська міська громадська організація «Товариство шанувальників журналу „Бористен“», голова правління письменник і видавець Фідель Сухоніс.

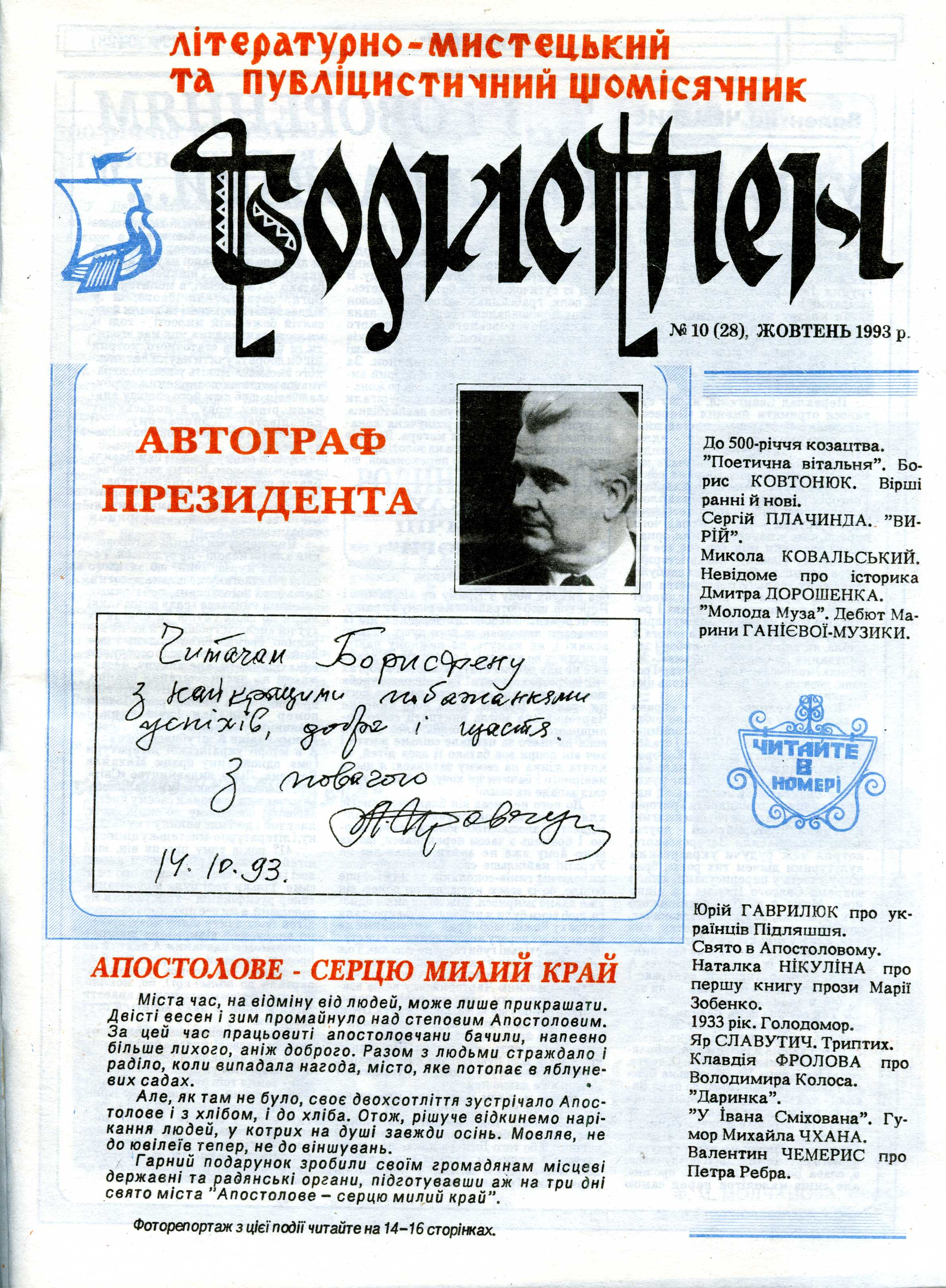
Один із перших номерів журналу "Бористен" з автографом першого Президента Незалежної України Л.Кравчука

Серія КВ, реєстр. номер 16084-4556 ПР. Рік видання двадцять перший. Постановою президії ВАК України від 9 квітня 2008 року за № 1-05/4 журнал внесено до переліку наукових фахових видань України, у яких можуть публікуватись основні результати дисертаційних робіт з історії, філології, політичних наук, мистецтва та культурології. Постановою президії ВАК України від 9 квітня 2008 року за № 1-05/4 журнал внесено до переліку наукових фахових видань України, у яких можуть публікуватись основні результати дисертаційних робіт з історії, філології, політичних наук, мистецтва та культурології.
За роки свого існування журнал став трибуною науковців — гуманітаріїв і творчих сил не лише країни, а й світової української діаспори. «Бористен» надходить у 33 країни світу. Часопис зареєстровано Вищою атестаційною комісією при Кабінеті Міністрів України як фахове видання із спеціальностей: «Історія», «Філологія», «Політичні науки», «Мистецтвознавство» та «Культурологія». У 2002 році часопис став переможцем у регіональному конкурсі «Світоч Придніпров'я» в номінації «Найкращий журнал регіону». А у 2003 журнал став дипломантом Всеукраїнського конкурсу Національної Спілки журналістів України «Українська мова — мова єднання». З вересня 2002 року під редагуванням Ф.Сухоноса також виходить релігійний додаток до журналу «Бористен» бюлетень "Наша Церква". [Архівовано 24 жовтня 2020 у Wayback Machine.]  На офіційному сайті представлено електронний архів журналу "Бористен" [Архівовано 24 жовтня 2020 у Wayback Machine.]
Силами редакції журналу «Бористен» проводяться різноманітні літературно-мистецькі імпрези, щорічний конкурс на найкращу публікацію імені Олеся Гончара . [Архівовано 25 лютого 2022 у Wayback Machine.] З 2009 року провадиться щорічний конкурс творчої молоді імені Марусі та Івана Гнип на сторінках журналу «Бористен».
Із метою популяризації ідей, творчості та життєвої державницької настанови визначного українця Фундація Івана Багряного (США), Всеукраїнський щомісячник «Бористен» (представництво Фундації Багряного на Січеславщині) заснували Відзнаку імені Івана Багряного. [Архівовано 24 жовтня 2020 у Wayback Machine.] Щороку лауреатами стають люди, чиї досягнення стали помітними і особливими в різних сферах діяльності: письменники, громадські діячі чи просто жителі міста, які роблять свій особистий вклад в розбудову українського суспільства.
Фундація імені Івана Багряного [Архівовано 25 листопада 2020 у Wayback Machine.] — неприбуткова добродійна організація української діаспори США, утворена з метою впровадження його патріотичних ідей через публікацію і поширення його творів, видання книжок, близьких його ідеям. Представником Фундації у Дніпропетровскій області є Фідель Сухоніс
Завдяки підтримці читачів з США та Канади редакція "Бористену" багато займається добровольчою роботою. "Ми допомагаємо доставляти на фронт продукти, медикаменти, побутові речі. Часто спілкуюся з військовими, командирами батальйонів і добровольцями. Особливо важко в лікарнях. Бачити поневічених хлопців, фактично дітей – до цього не можуть звикнути навіть лікарі. Однак, ще більше в роки війни мене вразили мешканці Дніпра. Чимало з них присвятили себе добровольчій справі, тисячі були в чергах, щоб здати кров для поранених", - зазначає Фідель Сухоніс.
З 1992 року виходять книги у серії "Бібліотека журналу «Бористен». За цей час світ побачило близько 30 книг української тематики у різноманітніших жанрах.
Представництва журналу існують у США, Канаді, Румунії, Бразилії, Австралії.